# Smutne pół rycerzy żywych
Smutne pół rycerzy żywych. Wspomnienia − wspomnienia autorstwa Leszka Proroka wydane w 1988 przez Editions Spotkania w Paryżu. Ostatnia pozycja wydana przez autora.
Wspomnienia dotyczą okresu II wojny światowej, kiedy to Prorok był żołnierzem Armii Krajowej oraz uczestnikiem powstania warszawskiego, jak również lat 1945-1947 i 1949-1950, kiedy autor działał w konspiracji antykomunistycznej na terenie Wielkopolski oraz był więźniem politycznym komunistów.
Piotr Michałowski wskazał, że dzieło jest typowym przykładem gatunku literackiego wspomnień więziennych.